# Продавець повітря (фільм)
«Продавець повітря» (рос. «Продавец воздуха») — український радянський двосерійний телевізійний науково-фантастичний фільм 1967 року, поставлений режисером Володимиром Рябцевим за однойменним романом Олександра Бєляєва 1929 року.

## Сюжет

### Перша серія
Атмосфера Землі загадковим чином починає різко зникати, що спричиняє повсюдні природні лиха. Радянський метеоролог Віктор Клименко з товаришем Миколою здійснюють дослідження на віддаленому острові. Вони зауважують періодичний вітер, що дме через точні інтервали. Поки триває штиль, дослідники вирушають до сусіднього острова за припасами, але їхній катер «Чайка» ламається. Настає шторм, який прибиває катер до невідомої суші. Здіймається сильний вітер, що тягне потерпілих з собою.
Віктор отямлюється в будівлі на острові, де за ним доглядають зниклий професор Енгельбрект, його донька Нора та слуга Вільямс. Професор розповідає, що вони працюють на мецената містера Бейлі, котрий створює запаси повітря. Бейлі вирішує лишити Віктора при собі як цінного спеціаліста. Той потай виходить зі своєї кімнати та знайомиться з інженером Люком. Від нього Віктор дізнається, що Бейлі задумав продавати повітря, дефіцит якого відчувається дедалі гостріше.
Містер Бейлі розповідає Віктору, що не відпустить його, адже знання Віктора потрібні для створення підземних сховищ повітря, де воно зберігається в рідкому стані при низькій температурі. Періодично воно затягується під землю, породжуючи руйнівний вітер. Енгельбрект винаходить кульки, проковтнувши які, людина отримує запас повітря на добу. Зустрівшись з Миколою, Віктор планує втечу крізь тунелі. Вільямс дізнається про це та переслідує втікачів. Їм вдається вибратися назовні, але починається черговий забір повітря, котрий витягує Миколу з тунелю.

### Друга серія
Вільямс повідомляє, що двоє охоронців загинули, а також Микола. Віктора ж вдалося схопити і його примушують повернутися до роботи. Енгельбрект бере його в помічники розраховувати де в світі найбільше бракує повітря і куди відповідно його найвигідніше продавати.
Енгельбрект, Віктор, Люк і Нора обробляють інформацію. Люк прогнозує — невдовзі повітря стане дорожчим за золото. Віктор розуміє, що містер Бейлі штучно створив недостачу повітря, затягуючи його до сховищ. Між Клименко і Норою виникають взаємні романтичні почуття. Вони готують змову проти афери Бейлі, щоб врятувати все людство від загибелі — вже через рік більшість населення не матиме чим дихати. Бейлі ж рекламує кульки з повітрям, запросивши на свою фабрику журналістів.
Миколі насправді вдалося вціліти й утекти з острова. За допомогою ЗМІ він викриває аферу Бейлі та оповіщає світову спільноту про істинні причини зменшення кількості повітря на планеті. До острова спрямовується корабель «Тайфун» з делегацією, покликаною покарати Бейлі. Той наказує охороні потопити корабель.
Енгельбрект вирішує повернути повітря в атмосферу, підвищивши температуру в сховищах, але це загрожує вибухом. З Люком і Норою Бейлі спускається до сховищ у скафандрах, щоб донька професора переконала його не підривати фабрику. В разі відмови Бейлі погрожує вбити Нору, тоді вона сама відкриває шолом і гине. Бейлі намагається втекти, та його застрелює Люк.
На фабриці стається бунт, робітники тікають з острова. Віктор переконує Енгельбректа випустити повітря поступово. Віктор і Люк вибираються на берег, де бачать як світ повертається до норми.

## У ролях
| • Артем Карапетян  | … | Бейлі, мільйонер          |
| • Гліб Стриженов   | … | Вільямс, слуга Бейлі      |
| • Валентина Титова | … | Нора, донька Енгельбректа |
| • Павло Кадочников | … | професор Енгельбрект      |
| • Геннадій Нилов   | … | Віктор Клименко           |
| • Євгеній Жариков  | … | Люк, інженер              |
| • Олександр Суснін | … | Микола, колега Віктора    |
| • Рудольф Мухін    | … | охоронець                 |
| • Юрій Жуков       | … | епізод                    |

## Знімальна група
- Автор сценарію — Олександр Петровський за романом Олександра Бєляєва «Продавець повітря» (1929)
- Режисер-постановник — Володимир Рябцев
- Оператор-постановник — Фаїна Фельдман
- Композитор — Віктор Власов
- Режисер —Валентина Камінська
- Художник-постановник — Муза Панаєва
- Директор фільму — Григорій Коган

## Саундтрек
Режисер Володимир Рябцев звернув увагу на роботу Віктора Власова в «Доброго ранку, Дунай» і запропонував написати музику до свого дебютного фільму.
Власов згадує, що перед ним не ставилося завдання накласти відбиток фантастичності на музику. Це було закономірно, зважаючи на відсутність належного інструментарію: «У нас на той період не було ніяких технічних можливостей для цього. В Одесі на все місто була парочка простеньких електро-органів Yonika і „Юність“. Це дуже примітивні синтезатори, на яких і тембр був дещо верескливий — не глибоко фантастичний, а синтетичний, відверто штучний звук. Тому про фантастичності в тембрах не було і мови».
В 2019 році саундтрек видали окремим альбомом на вініловій платівці. До нього увійшла також пісня «Зачем», яку забракували при підготовці фільму.